# Acanaloniidae
Acanaloniidae zijn een familie van insecten die behoren tot de onderorde cicaden (Auchenorrhyncha). Bij de familie zijn 7 geslachten en circa 100 soorten ingedeeld.